# Biskajski most
Biskajski most (baskijsko: Bizkaiko Zubia, špansko: Puente de Vizcaya) je najstarejši trajektni  most na svetu.  Povezuje mesti Portugalete in Las Arenas (Getxo), Biskajske pokrajine v Baskiji, preko reke Nervion. Prebivalci ga od njegove izgradnje leta 1893 imenujejo Puente Colgante (viseči most), čeprav se konstrukcija zelo razlikuje od konstrukcij visečih mostov. 
13. junija 2006 je bil vpisan na seznam UNESCO-ve svetovne dediščine kot izjemna arhitektonska inovacija industrijske revolucije.

## Zgodovina
Najstarejši transportni most je bil zgrajen leta 1893. Projektiral ga je Eifflov učenec, Alberto Palacio. Z njim je rešil problem povezovanja dveh mest brez prekinjanja ladijskega prometa iz luke Bilbao do morja in brez izgradnje masivnih dolgih dostopnih ramp. Namesto tega je Palacio povezal tradicionalno obdelavo železa z novo tehnologijo lahkih zvitih jeklenih kablov in nastal je prvi most, ki je v premični viseči gondoli prenašal potnike in avtomobile. Postal je  model mnogim drugim podobnim objektom.
Most je dolg 164 metra, visok 45 metrov, njegova viseča gondola (premični del mostu) pa lahko prenesa šest avtomobilov in več deset potnikov preko cele dolžine v minuti in pol. Potuje vsakih 8 minut, 24 ur dnevno, preko celega leta. Edino kar se spreminja je cena prehoda,  ki variira glede na uro dneva. Je del transportne cene bilbaovske prometne kartice Creditrans.
Promet pod mostom je bil prekinjen samo enkrat  in to za štiri leta, v času Španske državljanske vojne, ko je bil zgornji del miniran. Zanimivo je, da je Palacio iz svoje postelje v Portugaleteju videl uničenje mosta malo pred svojo smrtjo.
Most obratuje še danes. Zgradili so nova dvigala za obiskovalce na 50 m visokih stebrih mosta, po katerem se sedaj lahko peš prečka preko platforme s katere je lep pogled na zaliv Abra.